# Selinsgrove
Selinsgrove est un borough situé à l'est du comté de Snyder, en Pennsylvanie, aux États-Unis,. En 2010, il comptait une population de 5 654 habitants, estimée au 1er juillet 2020 à 5 861 habitants. Le borough est incorporé le 13 avril 1827.

## Démographie
Lors du recensement de 2010, le borough comptait une population de 5 654 habitants. Elle est estimée, en 2020, à 5 861 habitants.

### Source de la traduction
- (en) Cet article est partiellement ou en totalité issu de l’article de Wikipédia en anglais intitulé « Selinsgrove, Pennsylvania » (voir la liste des auteurs).